# Пенн, Артур
Артур Хиллер Пенн (англ. Arthur Hiller Penn; 27 сентября 1922, Филадельфия, Пенсильвания — 28 сентября 2010, Нью-Йорк) — американский кинорежиссёр и кинопродюсер.
Трижды номинировался на премию «Оскар» как лучший режиссёр за фильмы: «Сотворившая чудо», «Бонни и Клайд» и «Ресторан Элис».

## Биография
Родился в семье евреев-иммигрантов из России — часовщика Гарри Пенна и медсестры Сони Гринберг.
Брат — Ирвин Пенн (1917—2009), известный фотограф.
Ещё в молодости становится актёром в театральной труппе Джошуа Логана и продолжает образование в Блэк-Маунтайн Колледже в Эшвилле и в университетах Перуджи и Флоренции (Италия). Также посещал актёрскую студию в Лос-Анджелесе и изучал актёрское мастерство у Михаила Чехова.
В 1951 году поступил на телестудию NBC-TV, где стал менеджером в шоу «Colgate Comedy Hour». Через два года начал писать теледрамы и ставить пьесы. В 1958 году поставил «Two for the Seesaw», первую из нескольких успешных пьес на Бродвее, а затем снял свой первый художественный фильм «Пистолет в левой руке», фильм с Полом Ньюманом в главной роли получил хороший прокат в Европе и Гран-при Брюссельского кинофестиваля, но прошёл незамеченным в США.
На Бродвее с успехом шли его постановки: «Сотворившая чудо» (The Miracle Worker), «Игрушки на чердаке» (Toys in the Attic) и «До самого дома» (All the Way Home).
В кино он возвращается в 1962 году с киноверсией «Сотворившая чудо», принесшей «Оскара» за лучшую женскую роль Энн Бэнкрофт и за лучшую женскую роль второго плана Пэтти Дьюк и первую номинацию самому Артуру Пенну. Однако мировой успех Пенну-режиссёру принесла картина «Бонни и Клайд», с вызывающим рекламным слоганом: «Они молоды… они влюблены… и они убивают людей». Эта киноработа о легендарных грабителях времен Депрессии с участием «голливудских звезд» — Уоррена Битти и Фэй Данауэй заметно модернизировала традиционный жанр «гангстерского фильма» и оказала большое влияние на последующее поколение режиссёров. За неё он вновь был номинирован на «Оскар». Следующая номинация на самую престижную кинопремию США последовала за фильм «Ресторан Алисы», комедия со знаменитым певцом Арло Гатри. За эту ленту Пенн был в третий раз выдвинут на режиссёрский «Оскар».
В «Маленьком большом человеке» режиссёр ревизовал историю США, пересказанную с экрана 121-летним героем Дастина Хоффмана, белым индейцем, последним свидетелем безудержного насилия и бесславной гибели генерала Кастера, национального героя Соединенных Штатов.
Также запомнились зрителю «Ночные ходы» — крепкий и умный триллер о лос-анджелесском частном детективе в прекрасном исполнении Джина Хэкмена, и «Излучины Миссури» с Марлоном Брандо и Джеком Николсоном.
К концу 1970-х годов его популярность заметно ослабевает. Свой последний игровой фильм «Пенн и Теллер убиты» режиссёр снял в 1989 году. После этого он занимался в основном административной деятельностью.
Возвращался в театр в 1976—1985 годах, вернулся в него и в 2002 году, чтобы осуществить постановку по мотивам Ивана Тургенева.
Жена — Пэгги Маурер, сын — Мэтью, режиссёр, дочь — Молли.

## Спектакли
- Two for the Seesaw (1958)
- Сотворившая чудо/The Miracle Worker (1959)[6]
- Toys in the Attic (1960)
- An Evening With Mike Nichols and Elaine May (1960)
- All the Way Home (1960)
- Golden Boy (1964)[7]
- Wait Until Dark (1966)
- Sly Fox (1976)
- Fortune’s Fool (2002)

## Фильмография

### Режиссёр
- 1958 — «Пистолет в левой руке» / The Left Handed Gun
- 1962 — «Сотворившая чудо» / The Miracle Worker[8][9]
- 1965 — «Микки один» / Mickey One
- 1966 — «Погоня» / The Chase
- 1967 — «Бонни и Клайд» / Bonnie and Clyde[10]
- 1969 — «Ресторан Элис» / Alice’s Restaurant
- 1970 — «Маленький большой человек» / Little Big Man
- 1975 — «Ночные ходы» / Night Moves
- 1976 — «Излучины Миссури» / The Missouri Breaks
- 1981 — «Четверо друзей» / Four Friends
- 1985 — «Мишень» / Target
- 1987 — «В зимнюю стужу» / Dead of Winter
- 1989 — «Пенн и Теллер: Сделай так, чтоб тебя убили» / Penn & Teller Get Killed
- 1995 — Люмьер и компания / Lumière et compagnie